# Туг
Туг је коњски реп који се у вријеме Отоманског царства качио на врх копља као застава и, с обзиром на број репова, означавао и углед, ранг и чин турских паша. На врху копља је понекад била и "златна" јабука. Туг се носио пред пашама када су путовали или ишли у бој.
Александар Пишчевић је у својим мемоарима описујући опсаду Анапе записао : 
Дошавши до зидина Анапе и опклоливши овај град... али суочен са упорношћу заповедника Мустафе, паше са три туга....
Шандор Вагнер је у 19. вијеку насликао слику која приказује херојство ратника Титуса Дуговића који је спријечио османског барјактара да стави султанов туг (коњски реп) на београдске зидине али је затим са својим противником пао са зидина и погинуо.
Норвежанин Хенрик Ангел у књизи Синови црних гора (стр. 20.) пише: "Дана 29. јула 1712. водила се одлучујућа битка пред зидинама Подгорице. То је био један од најстрашнијих пораза који су Турци икада претрпели, освојено је укупно 83 заставе и "коњских репова" (знак пашиног достојанства), а преко 30.000 мртвих прекрило је бојиште."
Постојала су три степена паша:
- паша са једним тугом звао се мири-лива (бригадни генерал) у грађанској управи санџакбег;
- паша са два туга је ферик (дивизијски генерал), цивилно беглербег (управник пашалука или ејалата);
- паша са три туга је мушир (маршал), а капудан-паша (адмирал).